# Mobidic
Mobidic, nom de plume de Dominique Marquès, est une autrice de bande dessinée franco-mexicaine née en 1984 à Agen. Elle accède à la notoriété avec sa première bande dessinée, Roi ours.

## Biographie
Née en 1984 à Agen, Mobidic est franco-mexicaine. Après le bac, elle s'oriente d'abord vers le cinéma d'animation à La Cambre. Peu satisfaite des techniques et du travail en groupe, elle quitte cette voie et fait ses études à l'institut Saint-Luc de Bruxelles. Elle vit à Bruxelles. Elle se déclare influencée par Hayao Miyazaki et Frank Pé.
En 2015 paraît chez Delcourt son premier album : Roi ours, qui a demandé trois années de travail. La narration porte sur une jeune fille sauvée du sacrifice par le roi ours, qui l'épouse pour la protéger. Bien accueilli par Le Soir, la RTBF et dans des médias bédéphiles comme BDZoom, BoDoï et BD Gest', l'ouvrage reçoit en 2015 le prix Saint-Michel de l'avenir (décerné à un jeune auteur), ainsi que d'autres prix de portée moindre, comme le prix Tour d'ivoire 2016 lors du festival d'A Tours de bulles, le prix de la meilleure illustration/prix Ville de Moulins au Festi BD de Moulins et, au festival « La Grande Ourse » à Andenne, le prix de la Grande Ourse.
Après avoir participé à l'ouvrage collectif Marsipulami, des histoires courtes par…, elle livre en 2020 Le culte de Mars, une bande dessinée post-apocalyptique dans laquelle, parmi les survivants qui espèrent se rendre sur Mars, un homme — Hermès — cherche à recueillir les connaissances et rencontre Caroline, une jeune femme sourde,. Le récit s'inspire d'Homo disparitus d'Alan Weisman. L'album est favorablement accueilli sur Actua BD, BD Gest' et Auracan.

## Œuvres
- Roi ours (scénario, dessin et couleurs), Delcourt, 2015  (ISBN 9782756034256)
- Le culte de Mars (scénario, dessin et couleur), Delcourt, 2020  (ISBN 9782756099217)

## Récompenses
- 2015 : prix Saint-Michel de l'avenir pour Roi ours[9].